# フィル・ジョーンズ (サッカー選手)
フィリップ・アンソニー・"フィル"・ジョーンズ（Philip Anthony "Phil" Jones, 1992年2月21日 - ）は、イングランド出身の元サッカー選手。元イングランド代表。ポジションはディフェンダー

## 生い立ち
ジョーンズはランカシャー州のプレストンで生まれ、近郊のクレイトン・ル・ウッズで育った。レイランドに位置する高校を卒業し、ライブル・ワンダラーズのU-10部門でプレイしていた。

## クラブ経歴

### ブラックバーン・ローヴァーズ
2002年にブラックバーン・ローヴァーズのユースに加入し、2009-10シーズンにトップチームに昇格した。2年間のプロ契約を締結し、2009年9月22日に行われ、1-0で勝利したリーグカップのノッティンガム・フォレスト戦でトップチームデビューを果たした。2010年2月に新たに5年間の契約を結び、1600万ポンドの違約金が設定された。18歳の誕生日を迎えた丁度1ヶ月後の3月21日に行われたチェルシー戦でプレミアリーグデビューを果たし、センターハーフのポジションを務めたジョーンズはいくつかの重要なブロックやインターセプトを記録し、安定した献身的なパフォーマンスを賞賛され、チームも前シーズンのリーグチャンピオンを相手に1-1で引き分けた。最終的に2009-10シーズンはリーグ戦9試合、カップ戦3試合に出場した。
2010-11シーズンはエヴァートンとの開幕戦から始まり、シーズン前半の大部分を本来のポジションではない守備的な中盤の選手としてプレイをした。12月に行われたウェストハム・ユナイテッド戦で膝の軟骨損傷により、当初は残りのシーズンを欠場する見込みとなったが、2011年3月21日に行われたブラックプール戦でブレット・エマートンと後半に交代で出場し、復帰を果たした。4月2日に行われたアーセナル戦で4ヶ月振りにスターティングメンバーとして出場し、フル出場の末、チームは0-0で引き分けた。怪我で離脱した期間があったものの、最終的にリーグ戦26試合、カップ戦2試合に出場した。

### マンチェスター・ユナイテッド
2010-11シーズンの終盤にマンチェスター・ユナイテッドがジョーンズに関心を示しているとの報道がなされた。1-1で引き分けたブラックバーンとマンチェスター・ユナイテッドの試合ではセンターバックを務めたが、アレックス・ファーガソンはその試合で見せたジョーンズのプレイとリーダーシップに感銘を受けていた。2011年6月13日にマンチェスター・ユナイテッドはジョーンズと5年間の契約を結ぶことで合意し、代表戦からの帰還後に手続きは完了した。移籍金額は公表されていないが、少なくとも1650万ポンド以上の金額が支払われたと推定されている。プレシーズンマッチのシカゴ・ファイアー戦において、ユナイテッドデビューを果たした。

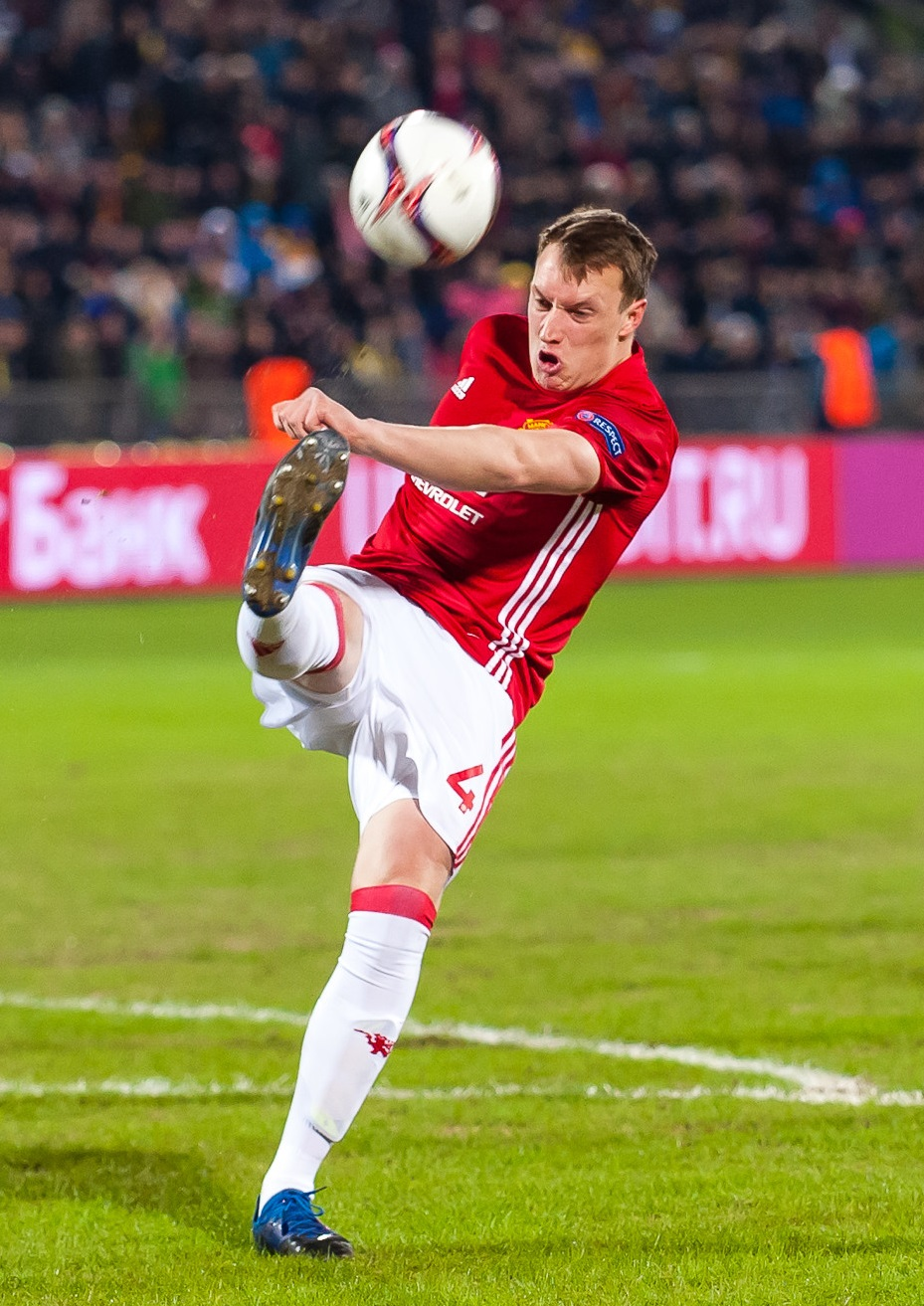
マンチェスター・ユナイテッドでプレイするジョーンズ（2017年）

公式戦デビューはFAコミュニティ・シールドのマンチェスター・シティ戦であり、リオ・ファーディナンドと交代で、後半から出場した。ジョーンズが出場した時点でチームは0-2とリードされていたが、最終的に3-2と逆転で勝利を挙げた。リーグデビューは開幕戦のウェスト・ブロムウィッチ・アルビオン戦であり、再びファーディナンドと交代で、75分から出場した。2011年8月22日に行われたトッテナム・ホットスパー戦で初めてスターティングメンバーとして出場し、ジョニー・エヴァンズとコンビを組み、チームも3-0で勝利を挙げた。9月10日に行われ、5-0で勝利したボルトン・ワンダラーズ戦ではジョーンズは右サイドバックとして出場し、素早いスローイングからのリスタートを正確なクロスでウェイン・ルーニーに繋ぎアシストを記録した。その5分後にはペナルティエリアにドリブルで持ち込み混戦を抜け出しシュートを放ち、ジョーンズのシュートはゴールキーパーに弾かれたもののルーニーが反応し、ゴールが生まれた。次戦のチェルシー戦でも同様にジョーンズがペナルティエリアに持ち込んだボールがルーニーの下に転がりゴールが生まれ、チームも3-1で勝利を挙げた。リヴァプールとのアウェイ戦ではこれまで務めてきたセンターバックとサイドバックではなく、センターハーフを務めた。11月11日に行われ、2-2で引き分けたチャンピオンズリーグのベンフィカ戦では開始早々に相手のシュートがジョーンズに当たり、角度が変わったボールはネットに吸い込まれジョーンズのオウンゴールとなった。12月3日に行われたアストン・ヴィラ戦ではセンターハーフとして出場し、ナニのクロスにインサイドキックで合わせ、トップチームにおける初ゴールを記録した。ジョーンズのゴールがその試合唯一のゴールとなり、チームは1-0で勝利した。バーゼル戦ではフェデリコ・マケダが放ったクロスバーに弾かれたシュートに反応しゴールを挙げたが、チームは1-2で敗れ、チャンピオンズリーグはグループリーグで敗退となった。12月21日に行われたフラム戦では顔面を負傷したが、X線検査の結果、深刻なダメージはないことが判明し、12月31日に行われたブラックバーン戦に出場した。2012年1月4日に行われたニューカッスル・ユナイテッド戦ではオウンゴールを記録し、チームも0-3で敗れた。
膝を手術し、背中に問題を抱えたため、2012-13シーズンの最初の出場は、2012年11月20日に行われたチャンピオンズリーグのガラタサライ戦となった。リーグ戦での最初の出場は、11月28日に行われたウェストハム・ユナイテッド戦であり、アンデルソンとの交代で84分から出場した。
2013-14シーズンは2013年10月29日に行われ、4-0で勝利したリーグカップのノリッジ・シティ戦でゴールを挙げ、12月10日に行われたチャンピオンズリーグのシャフタール・ドネツク戦ではその試合唯一となるゴールを記録し、チームは1位でのグループリーグ突破を決めた。
2015年7月1日、マンチェスター・ユナイテッドと新たに4年間の契約を結んだ。
2019年2月8日、2023年までの新契約を結んだ。
2月9日、フラムFC戦でアントニー・マルシャルのゴールをアシストし、2014年以来のゴール関与を果たした。
2020年1月26日、FAカップのトレンメア・ローヴァーズFC戦でゴールし、このゴールは2014年3月以来のユナイテッドでのゴールであった。
しかし、間も無く負傷し、再び戦線を離脱することを余儀なくされた。怪我から復帰した後も、センターバックにはラファエル・ヴァランやハリー・マグワイアがおり、出場機会はなかった。このことについて、リオ・ファーディナンドは、2シーズン前に同じく出場機会を失って移籍したクリス・スモーリングを引き合いに出し、ジョーンズも移籍すべきだったと主張した。
2022年1月4日、プレミアリーグのウルヴァーハンプトン・ワンダラーズFC戦にて実に712日ぶりとなるプレミアリーグ先発出場を果たした。
2023年5月19日、契約満了に伴い12年間在籍したユナイテッドを退団することが発表された。

## 代表経歴
2009年11月17日に3-1で勝利したトルコ代表戦でU-19イングランド代表デビューを飾り、U-19ではその後3試合に出場した。2010年8月4日、ジョーンズはU-21代表に招集され、8月10日に行われたウズベキスタン代表戦でマーティン・ケリーと交代で後半から出場し、初キャップを記録した。デンマークで開催されたUEFA U-21欧州選手権2011のメンバーに選ばれ、グループリーグ最終戦のチェコ代表戦ではスチュアート・ピアースにキャプテンに指名された。
2011年8月5日、オランダ代表との親善試合に臨むA代表のメンバーにファビオ・カペッロにより招集されたが、4日後に起こったイギリス暴動の影響により試合は中止となった。A代表デビューとなったのはUEFA EURO 2012予選のモンテネグロ代表戦であり、試合後にカペッロは「天性の素質」があると賞賛した。
カペッロの後任に就いたロイ・ホジソンにより、UEFA EURO 2012に出場する代表メンバーに選出されたが、出場機会は与えられなかった。
2014年5月12日、ジョーンズは2014 FIFAワールドカップに臨むイングランド代表23人のメンバーに選出された。ジョーンズは肩を負傷しており、ホジソンはジョーンズが出場できない場合はジョン・ストーンズをメンバー入りさせることを検討していたが、最終登録期限の2日前に肩の怪我は回復した。本大会での出場機会は消化試合となったコスタリカ代表戦の1試合に終わった。
2018年もワールドカップイングランド代表に選出された。

## プレースタイル
恵まれた体躯とフィジカルの強さを持っており、本職はセンターバックであるが、右サイドバックやディフェンシブハーフなど多くのポジションを務められることから「よろずや」と呼ばれており、体格の良い「ビリー」・ジョーンズからボールを奪うことは困難であると認識されている。
パディ・クレランドは、体格と身体能力の高さからジョーンズについてダンカン・エドワーズを彷彿とさせると述べ、サー・ボビー・チャールトンと話をすれば彼もそう言うだろうと話した。
2011年にイングランド代表監督を務めていたファビオ・カペッロはジョーンズについて、フランコ・バレージとフェルナンド・イエロとの比較を交えて言及した。
2013年にアレックス・ファーガソンはジョーンズについて「私の見立てでは、ジョーンズはユナイテッドで歴代最高の選手になり得る。」と話した。

## 個人成績

### クラブ
| クラブ                       | シーズン | リーグ         | リーグ戦 | リーグ戦 | カップ戦 | カップ戦 | リーグ杯 | リーグ杯 | 国際大会 | 国際大会 | その他 | その他 | 合計 | 合計 |
| クラブ                       | シーズン | リーグ         | 出場     | 得点     | 出場     | 得点     | 出場     | 得点     | 出場     | 得点     | 出場   | 得点   | 出場 | 得点 |
| ---------------------------- | -------- | -------------- | -------- | -------- | -------- | -------- | -------- | -------- | -------- | -------- | ------ | ------ | ---- | ---- |
| ブラックバーン               | 2009-10  | プレミアリーグ | 9        | 0        | 1        | 0        | 2        | 0        | -        | -        | 0      | 0      | 12   | 0    |
| ブラックバーン               | 2010-11  | プレミアリーグ | 26       | 0        | 0        | 0        | 2        | 0        | -        | -        | 0      | 0      | 28   | 0    |
| ブラックバーン               | 通算     | 通算           | 35       | 0        | 1        | 0        | 4        | 0        | -        | -        | 0      | 0      | 40   | 0    |
| マンチェスター・ユナイテッド | 2011-12  | プレミアリーグ | 29       | 1        | 1        | 0        | 1        | 0        | 9        | 1        | 1      | 0      | 41   | 2    |
| マンチェスター・ユナイテッド | 2012-13  | プレミアリーグ | 17       | 0        | 4        | 0        | 0        | 0        | 3        | 0        | 0      | 0      | 24   | 0    |
| マンチェスター・ユナイテッド | 2013-14  | プレミアリーグ | 26       | 1        | 0        | 0        | 4        | 1        | 8        | 1        | 1      | 0      | 39   | 3    |
| マンチェスター・ユナイテッド | 2014-15  | プレミアリーグ | 22       | 0        | 2        | 0        | 0        | 0        | -        | -        | 0      | 0      | 24   | 0    |
| マンチェスター・ユナイテッド | 2015-16  | プレミアリーグ | 10       | 0        | 0        | 0        | 1        | 0        | 2        | 0        | 0      | 0      | 13   | 0    |
| マンチェスター・ユナイテッド | 2016-17  | プレミアリーグ | 18       | 0        | 2        | 0        | 3        | 0        | 3        | 0        | 0      | 0      | 26   | 0    |
| マンチェスター・ユナイテッド | 2017-18  | プレミアリーグ | 23       | 0        | 2        | 0        | 0        | 0        | 0        | 0        | 0      | 0      | 25   | 0    |
| マンチェスター・ユナイテッド | 2018-19  | プレミアリーグ | 18       | 0        | 2        | 0        | 1        | 0        | 3        | 0        | 0      | 0      | 24   | 0    |
| マンチェスター・ユナイテッド | 2019-20  | プレミアリーグ | 2        | 0        | 1        | 1        | 2        | 0        | 3        | 0        | 0      | 0      | 8    | 1    |
| マンチェスター・ユナイテッド | 2020-21  | プレミアリーグ | 0        | 0        | 0        | 0        | 0        | 0        | 0        | 0        | 0      | 0      | 0    | 0    |
| マンチェスター・ユナイテッド | 2021-22  | プレミアリーグ | 4        | 1        | 0        | 0        | 0        | 0        | 0        | 0        | 0      | 0      | 5    | 0    |
| マンチェスター・ユナイテッド | 2022-23  | プレミアリーグ | 0        | 0        | 0        | 0        | 0        | 0        | 0        | 0        | 0      | 0      | 0    | 0    |
| マンチェスター・ユナイテッド | 通算     | 通算           | 169      | 2        | 15       | 1        | 12       | 1        | 31       | 2        | 2      | 0      | 229  | 6    |
| 総通算                       | 総通算   | 総通算         | 204      | 2        | 16       | 1        | 16       | 1        | 31       | 2        | 2      | 0      | 269  | 6    |

## 代表歴

### 出場大会
- イングランド代表
  - 2014 FIFAワールドカップ
  - 2018 FIFAワールドカップ

### 試合数
- 国際Aマッチ 27試合 0得点（2011年-2018年）[46]

| イングランド代表 | 国際Aマッチ | 国際Aマッチ |
| 年               | 出場        | 得点        |
| ---------------- | ----------- | ----------- |
| 2011             | 3           | 0           |
| 2012             | 2           | 0           |
| 2013             | 4           | 0           |
| 2014             | 4           | 0           |
| 2015             | 7           | 0           |
| 2016             | 0           | 0           |
| 2017             | 4           | 0           |
| 2018             | 3           | 0           |
| 通算             | 27          | 0           |

## 獲得タイトル

### クラブ
マンチェスター・ユナイテッド
- プレミアリーグ 2012-13
- FAカップ 2015-16
- フットボールリーグカップ 2016-17
- FAコミュニティ・シールド 2011, 2013, 2016
- UEFAヨーロッパリーグ 2016-17